# Перхачёво
Перхачево — деревня в Приморском районе Архангельской области России. Входит в состав Заостровского сельского поселения.

## География
Деревня находится в северо-западной части Архангельской области, в подзоне северной тайги, на правом берегу водотока Исакогорки (Цигломинки), при автодороге 11К-726, на расстоянии примерно 4 километров (по прямой) к югу от города Архангельска, административного центра области и района. Абсолютная высота — 8 метров над уровнем моря.

### Климат
Климат характеризуется как умеренно континентальный, влажный, с продолжительной снежной зимой и прохладным летом. Средняя температура воздуха самого холодного месяца — −12,8 °C (абсолютный минимум — −49 °C), средняя температура самого тёплого — 15,2 °С (абсолютный максимум — 31,2 °C). Годовое количество атмосферных осадков — 675 мм, из которых 365 мм выпадает в период с апреля по октябрь. Снежный покров держится в течение 172 дней. Средняя годовая скорость ветра — 4,9 м/с.

### Часовой пояс
Перхачево, как и вся Архангельская область, находится в часовой зоне МСК (московское время). Смещение применяемого времени относительно UTC составляет +3:00.

## Население
| 2002 | 2010 | 2012 |
| ---- | ---- | ---- |
| 162  | ↘146 | ↗168 |

### Национальный состав
Согласно результатам переписи 2002 года, в национальной структуре населения русские составляли 89 %.